# Jacques Dassonville
Jacques Dassonville también conocido como Jacques Dassonneville, Jakob Dassonneville o incluso Jacques D'Assonneville es un diseñador, grabador y pintor francés del siglo XVII. Nació hacia 1619 en Saint-Ouen-sur-Seine, en Sena Marítimo, y murió hacia 1670.

## Biografía
La carrera de Jacques Dassonville ha sido desconocida durante mucho tiempo. El grabador fue objeto de varios estudios biográficos póstumos y el primero en interesarse por este artista fue Pierre-François Basan, en su Diccionario de grabadores antiguos y modernos. Según él, Jacques Dassonville nació en Port-Saint-Ouen en 1719. El pintor y grabador Jacques Renaud Benard conocido como Robert Bénard, en un segundo estudio del artista, le da el título de “ caballero ».
Esta información fue cuestionada por el pintor y grabador François Léandre Regnault-Delalande quien sitúa a Jacques Dassonville en el siglo XVII a partir de su producción artística. Jacques Dassonville fue un grabador activo durante los años 1653-1666. El historiador de arte y curador Georges Duplessis fue el primero en mencionar que el año de nacimiento del artista sería 1619.

## Obra
Jacques Dassonville graba principalmente escenas de género y retratos de personajes populares. Se interesa por los marginados, los campesinos y los pone en escena en posadas y cabarets.
Realizó grabados que ilustran la Historia de la Iglesia metropolitana de Reims de Guillaume Marlot, cuyo volumen I se publicó en Lille en 1666  y el volumen II póstumamente, en 1679.
Al igual que Jacques Lagniet y Edouard Ecman, Jacques Dassonville copia las obras del grabador Jacques Callot realizando una serie con Gueux sobre fondos paisajísticos.
Algunas de sus obras se conservan en el Museo del Louvre de París, el Museo Metropolitano de Nueva York y el Museo de Bellas Artes de Nancy .
Sus grabados fueron coleccionados, en particular, por el grabador y antiguo comerciante de grabados Pierre-François Basan.

### Obras de Jacques Dassonville

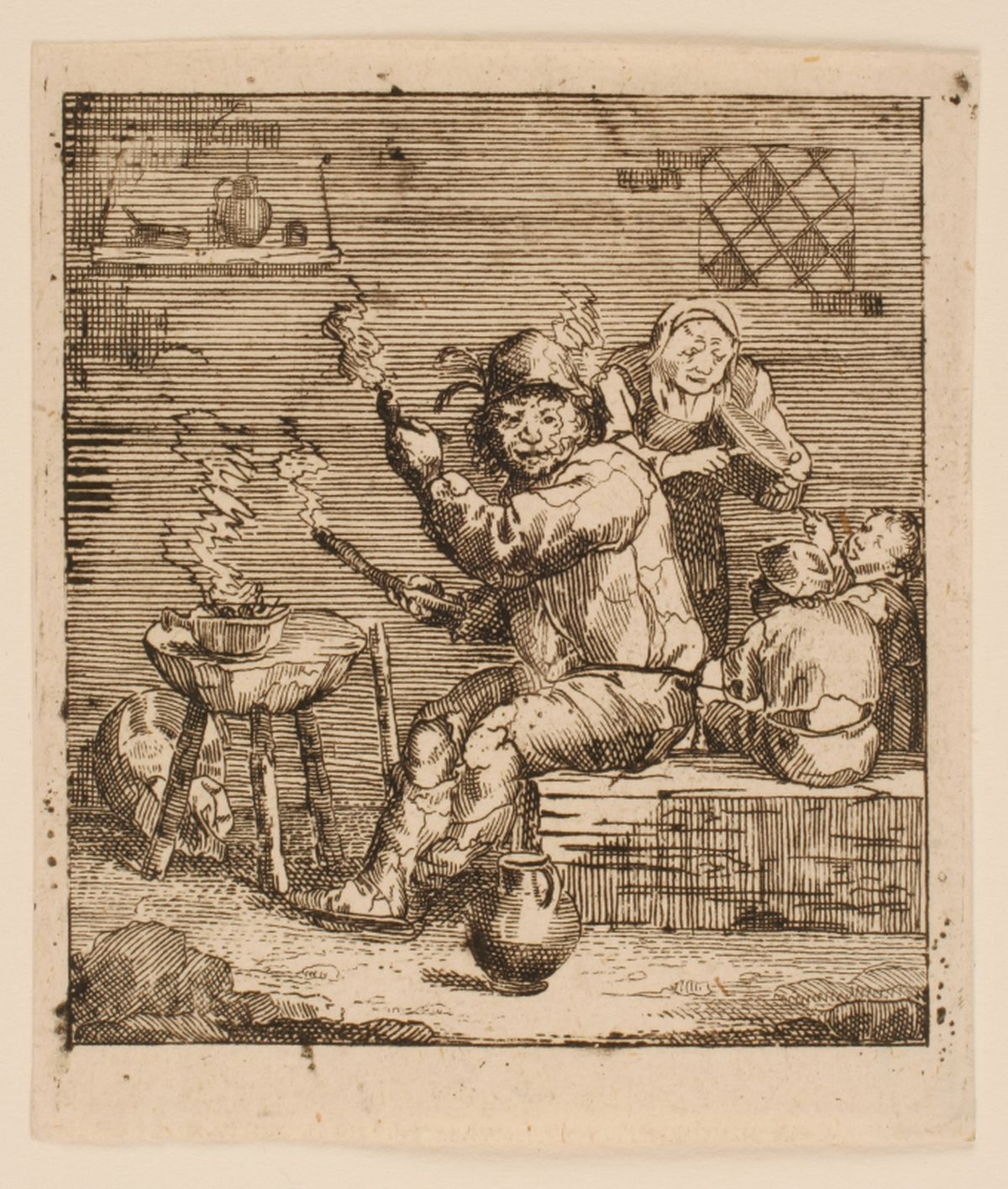
Hombre enviado a encender su pipa,Jacques Dassonville, aguafuerte, dim.65x59mm, Museo de Bellas Artes de Nancy
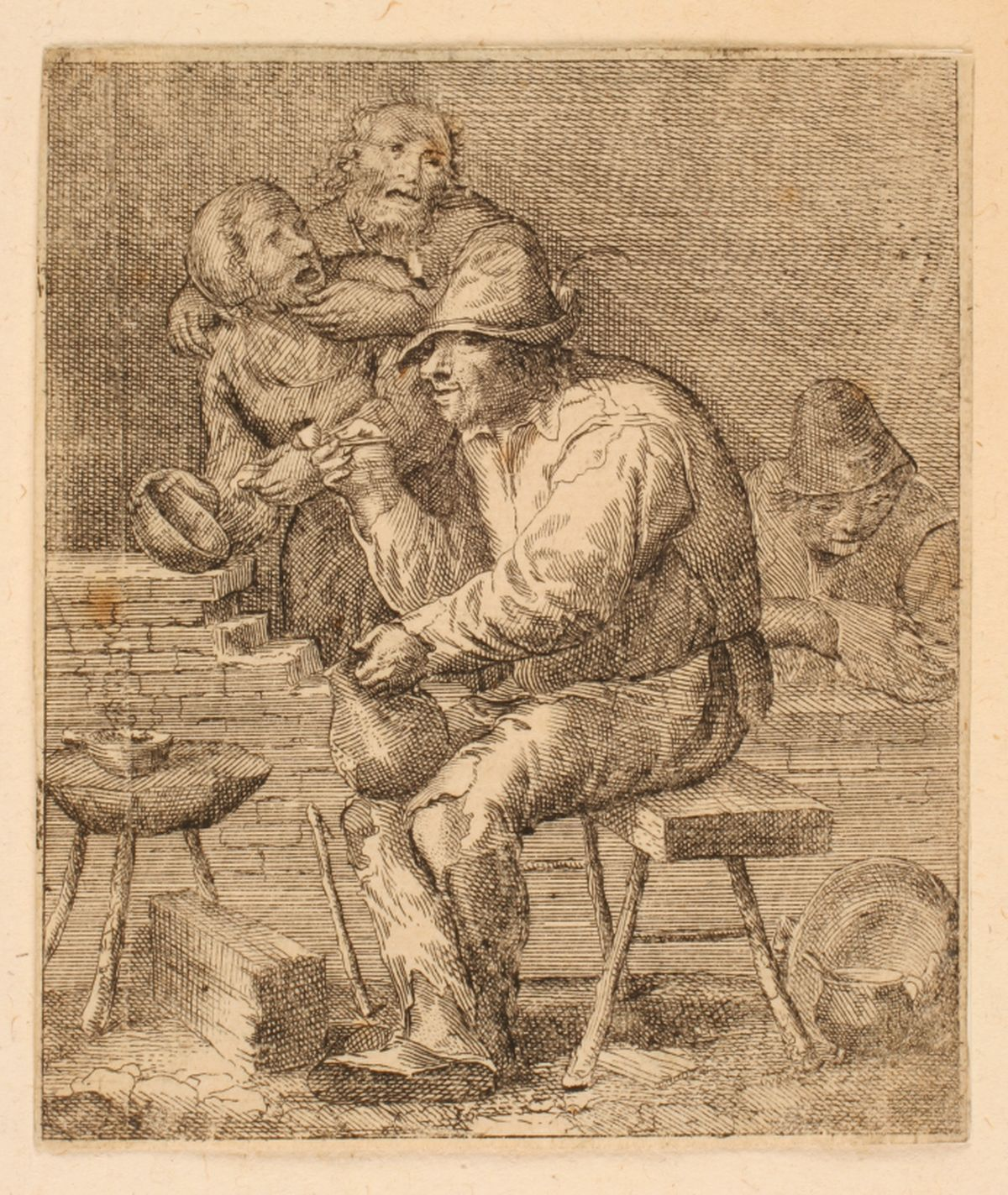
Hombre enviado fumando en pipa y sosteniendo un frasco,Jacques Dassonville, aguafuerte, tamaño 88x75 mm, Museo de Bellas Artes de Nancy
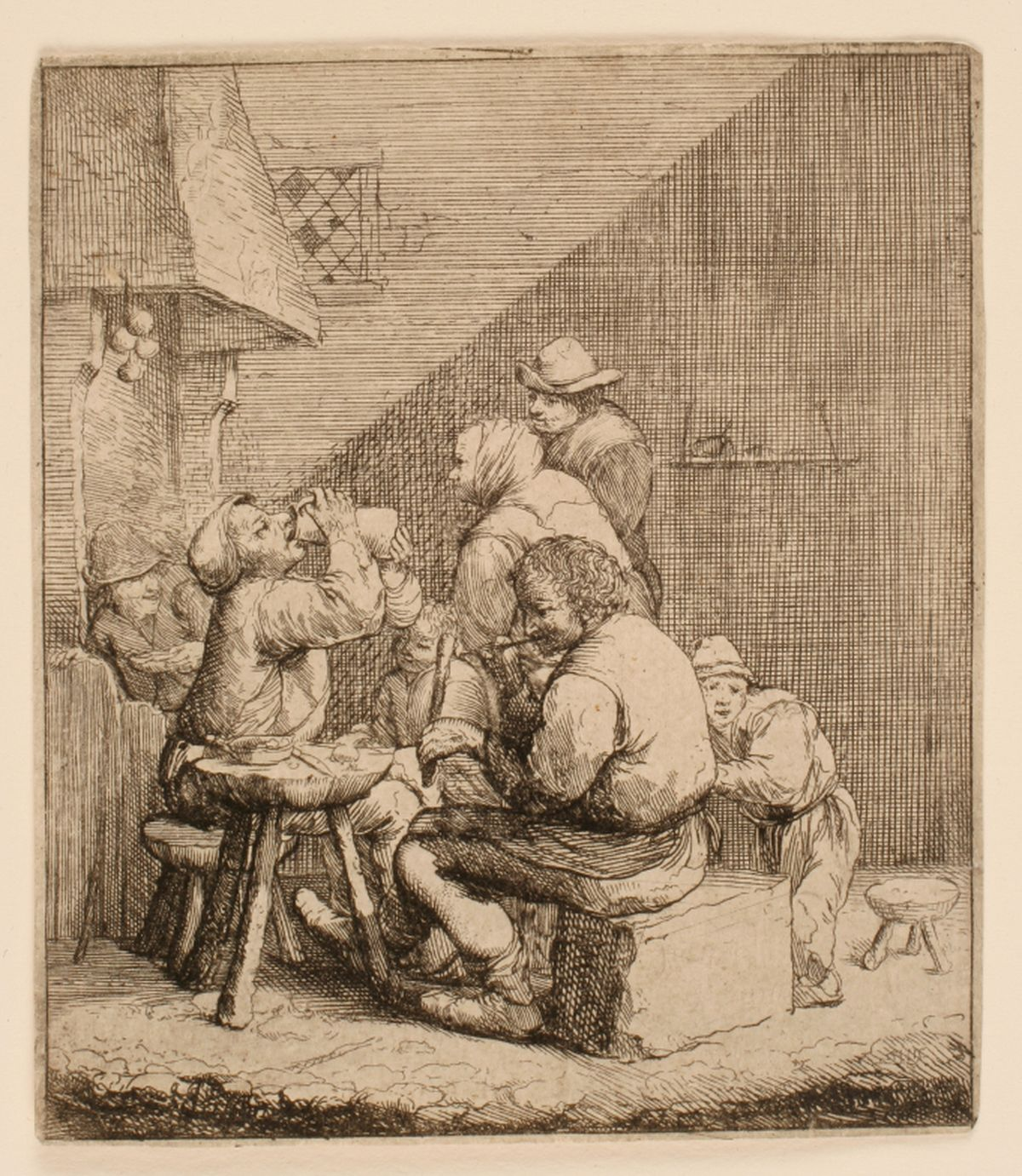
La pipa se encendióJacques Dassonville, grabado, dim.101x87mm, Museo de Bellas Artes de Nancy
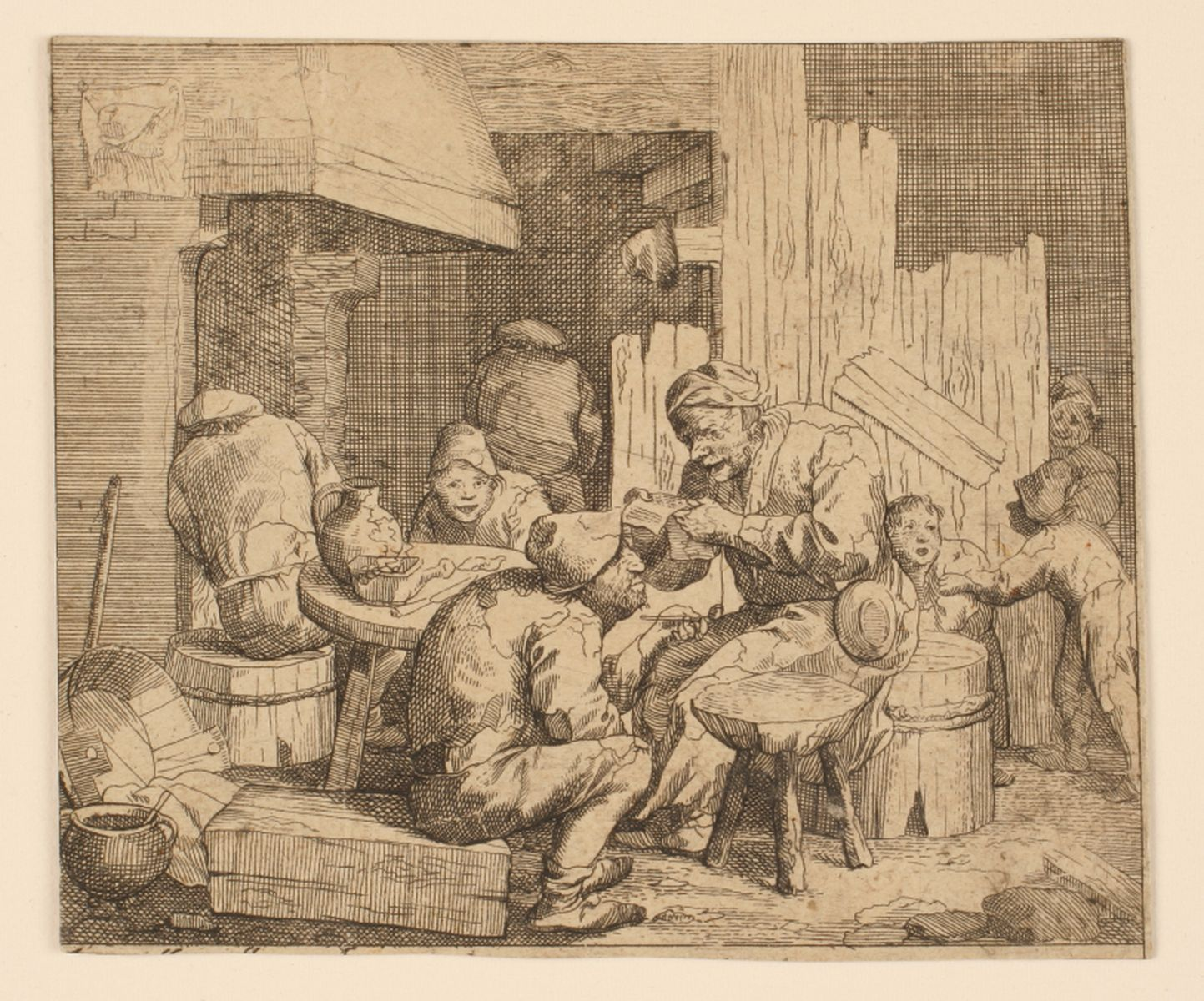
Anciana leyendo,Jacques Dassonville, aguafuerte, dim.88x104mm, Museo de Bellas Artes de Nancy
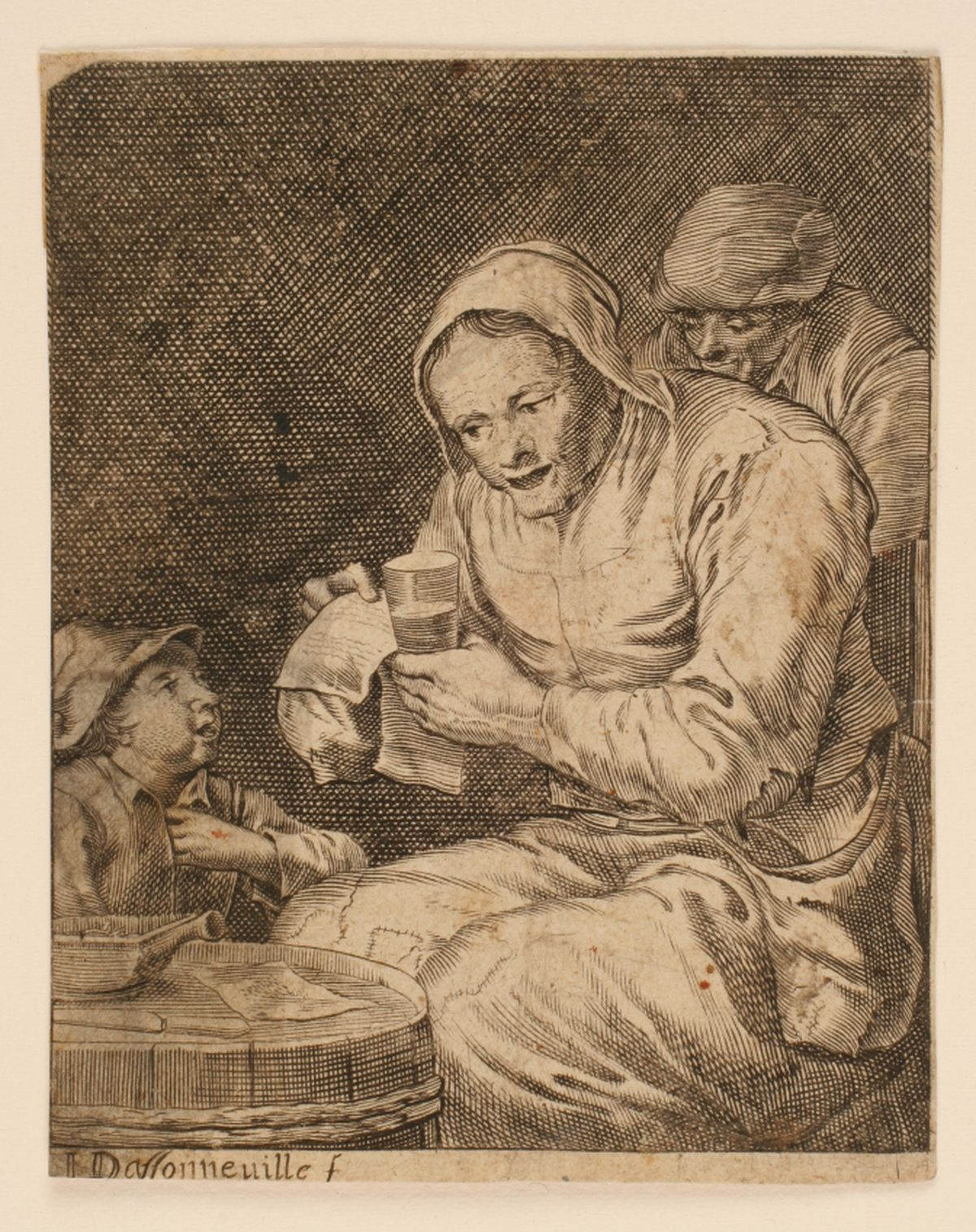
Muy mendigos en el cabaret,Jacques Dassonville, aguafuerte, tamaño 90x72 mm, Museo de Bellas Artes de Nancy
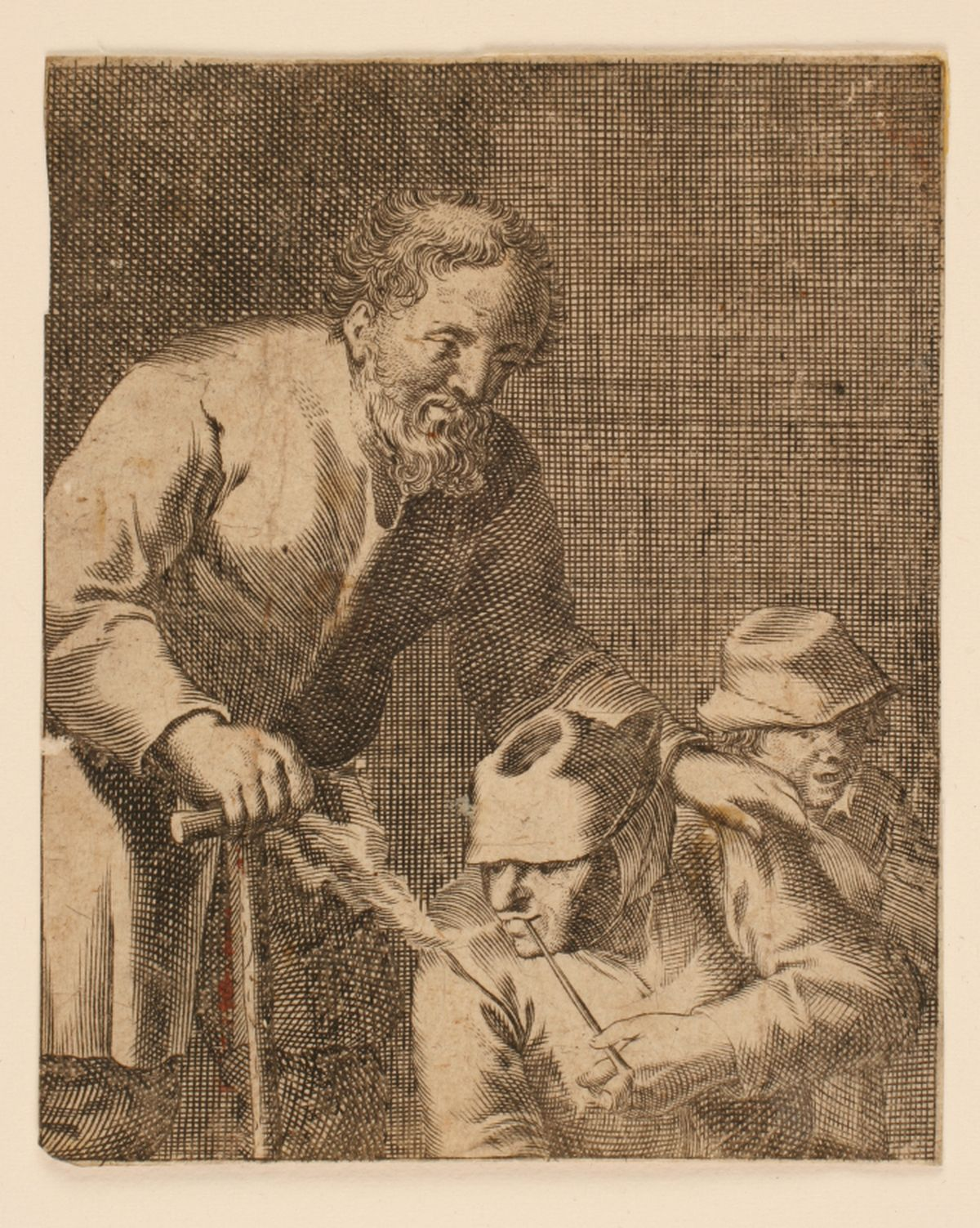
Muy pobres viajes juntos,Jacques Dassonville, aguafuerte, tamaño 92x75 mm, Museo de Bellas Artes de Nancy

## Análisis y recepción estilística.
Durante los siglos XIX y XX, los autores se interesaron más por este grabador y analizaron sus obras. Su estilo está influenciado por el del grabador Jacques Callot. También utiliza el estilo de los grabados del pintor y grabador holandés Adriaen van Ostade  y el de David Teniers Le Jeune.
“ […] Varias (composiciones) son a la manera de Adrien Ostade, pero con una exageración de bajeza que este famoso pintor evitó cuidadosamente. ; todos son tratados con un toque a veces seco, pero a menudo amable. ; especialmente las cabezas generalmente están tocadas por el espíritu. » 
“ […] Dassonville ciertamente había visto obras de Rembrandt y obras de Callot. Intentó imitarlos lo mejor que pudo. ; estos siguen estando poco desarrollados, sin ser verdaderamente mediocres »  .

## Artículos relacionados
- Grabado francés en el siglo XVII.
- Lista cronológica de grabadores franceses
- Técnica de impresión
- Grabado